# Eparchia singapurska
Eparchia singapurska – jedna z czterech eparchii Patriarszego Egzarchatu w Azji Południowo-Wschodniej Rosyjskiego Kościoła Prawosławnego, z siedzibą w Singapurze. Obejmuje terytoria Singapuru, Indonezji, Malezji, Papui-Nowej Gwinei i Timoru Wschodniego. 

## Historia
28 grudnia 2018 roku Święty Synod Rosyjskiego Kościoła Prawosławnego utworzył egzarchat patriarszy w Azji Południowo-Wschodniej z siedzibą w Singapurze. Jednocześnie nowo powstały egzarchat do lutego 2019 nie został podzielony na diecezje i de facto był eparchią z siedzibą w Singapurze. 26 lutego 2019 Święty Synod utworzył eparchię singapurską w granicach Republiki Singapuru, Republiki Indonezji i Malezji.
2 listopada 2019 duchowni misji indonezyjskiej, wcześniej wchodzącej w skład eparchii australijsko-nowozelandzkiej Rosyjskiego Kościoła Prawosławnego poza granicami Rosji, przeszli w jurysdykcję eparchii singapurskiej z powodu braku struktur diecezjalnych Rosyjskiego Kościoła Prawosławnego poza granicami Rosji w Indonezji i ze względów duszpasterskich.
29 grudnia 2020 r. postanowieniem Świętego Synodu Rosyjskiego Kościoła Prawosławnego, eparchia singapurska objęła swoim zasięgiem dwa kolejne kraje: Papuę-Nową Gwineę i Timor Wschodni.